# Fernand Vaquer
Pas d'image ? Cliquez ici

a Compétitions nationales et continentales officielles uniquement.

b Matchs officiels uniquement.
Fernand Vaquer, né le 22 juin 1889 à Latour-Bas-Elne (France) et mort le 17 septembre 1979 à Tresserre (France), est un joueur international français de rugby à XV, de 1,75 m pour 82 kg, ayant occupé les postes de deuxième ligne ou de troisième ligne centre, en sélection nationale et en club.

## Biographie
Fernand Vaquer est né au sein d'une famille d'agriculteurs[réf. nécessaire]. A la disparition de son père, alors qu'il n'a pas encore 4 ans, il va vivre avec sa mère à Perpignan[réf. nécessaire]. Après l'obtention du certificat d'étude, il devance l'appel et part trois ans au service militaire.

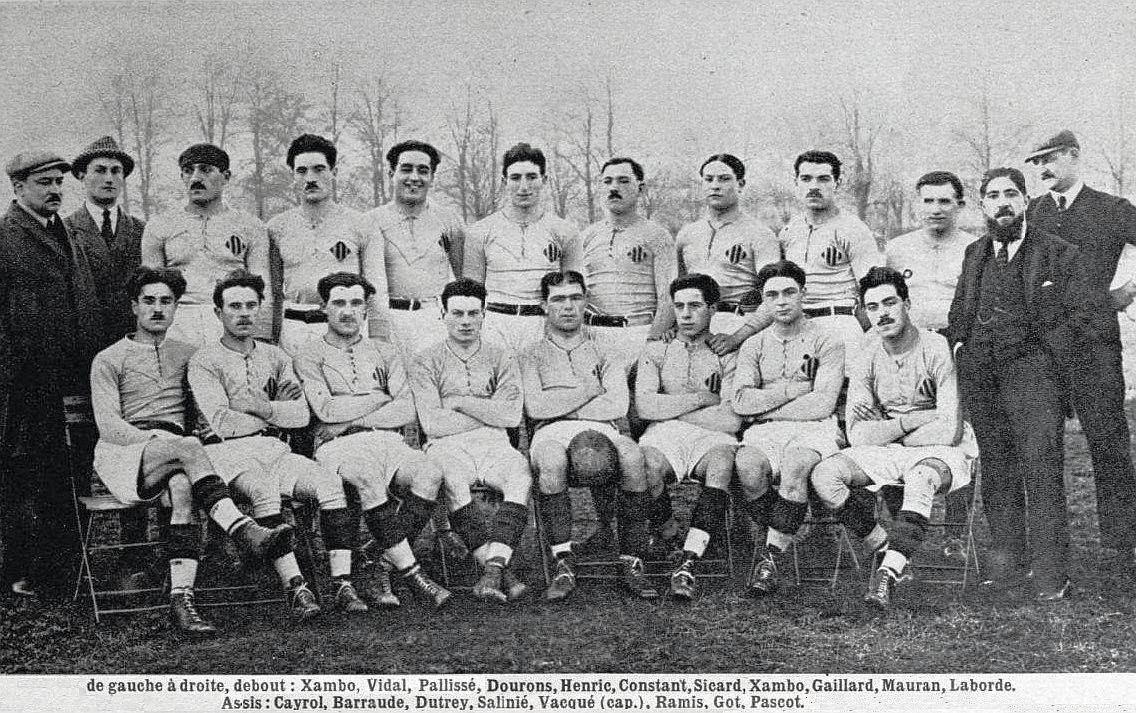
L'équipe de l'US Perpignan en mars 1921. Fernand Vaquer est le cinquième assis en partant de la gauche.

Il embrasse ensuite la carrière militaire. En garnison à Perpignan, il joue à l'AS Perpignan et devient champion de France de 2e série au poste de demi d'ouverture en 1911. Affecté au 23e régiment d'Artillerie de Toulouse, il évolue d'abord dans le club de son Colonel de garnison (le TOEC) en 1912-1913 puis au Stade toulousain en 1913-1914. Quand arrive la première guerre mondiale, Fernand Vaquer part au front et prend part aux deux batailles de la Somme.
À l'issue de la première guerre mondiale, il se retrouve en garnison dans la région parisienne et joue une année au Racing club de France. En 1920, il est promu adjudant-chef et demande sa mutation à Perpignan. Il rejoint alors le club de ses débuts (devenu l'US Perpignan à la suite de la fusion de l'AS Perpignan et du SO Perpignan) et remporte le championnat de France en 1921 en tant que capitaine,. Il évolue alors en seconde ligne.
En 1923, et après trois sélections en équipe de France, il prend sa retraite. Il s'installe alors comme cultivateur à Tresserre.
Il devient une première fois entraîneur de l'US Perpignan lors de la saison 1931-1932 puis, alors que son club (devenu l'USA Perpignan) est en grande difficulté, il reprend le poste d’entraîneur en 1949 accompagné de Joseph Desclaux. Sous leur direction, le club sera finaliste du Championnat de France en 1952 puis, en 1955, réalisa le doublé Championnat de France / Challenge Yves du Manoir. Son crédo est de plaquer au-dessous des genoux, d'envoyer dès que possible le ballon à l'aile et de ne pas avoir peur.
En 1958, devant la grogne de certains dirigeants le trouvant trop rigide et trop imperméable aux nouvelles techniques du jeu, le Maréchal se retire définitivement du club. Il restera dans le rugby catalan comme conseiller du Comité du Roussillon pendant plusieurs années.
Il décède le 17 septembre 1979 à l'age de 90 ans. Une tribune du stade Aimé-Giral sera baptisée à son nom. Une rue de Perpignan porte aussi son nom.

## Statistiques en équipe nationale
- 3 sélections en équipe de France, de 1921 à 1922.

## Palmarès

### Joueur
- Vainqueur du Championnat de France de 2e série en 1911 avec l'AS Perpignan.
- Vainqueur du Championnat de France en 1921 avec l'US Perpignan.
- Vainqueur du Championnat du Languedoc en 1921 avec l'US Perpignan.

### Entraîneur
- Vainqueur du Championnat de France en 1955 avec l'USA Perpignan.
- Vainqueur du Challenge Yves du Manoir en 1955 avec l'USA Perpignan.

### Distinctions personnelles
- Médaille militaire[5]
- Medaille commemorative de la bataille de Verdun[5]
- Croix de guerre 1914-1918[5]
- Médaille de la jeunesse, des sports et de l'engagement associatif, or[5]
- Médaille d'argent de la Fédération française de rugby (1949)[5]
- Médaille de Vermeil de la FFR (1956)[5]